# Hans-Jürgen Goßner
Hans-Jürgen Hilmar Goßner (* 17. November 1970 in Göppingen) ist ein deutscher Politiker (seit 2016 AfD, zuvor von 1998 bis 2002 REP). Seit 2025 ist er Mitglied des Deutschen Bundestages. Zuvor war er von 2021 bis 2025 Abgeordneter im Landtag von Baden-Württemberg.Er ist stellvertretender Fraktionsvorsitzender der AfD Baden-Württemberg.

## Persönlicher Werdegang
Goßner besuchte von 1977 bis 1986 die Grund- und Hauptschule in Albershausen und von 1986 bis 1988 die Berufsfachschule in Kirchheim unter Teck, wo er die Fachschulreife erlangte. Er absolvierte von 1988 bis 1992 eine Berufsausbildung zum Industrieelektroniker und von 1995 bis 1998 eine Weiterbildung zum Industriemeister.

## Politischer Werdegang

### Partei
Goßner war von 1998 bis 2002 Mitglied der Republikaner. Er trat im Januar 2016 in die AfD ein. Seit Dezember 2018 ist er Mitglied im Vorstand des AfD-Kreisverbandes Göppingen und seit Dezember 2020 dessen stellvertretender Vorsitzender. Im November 2022 wurde Goßner erneut in dieses Amt gewählt. Er ist außerdem Vorsitzender des AfD-Ortverbandes Unteres Filstal.

### Landtag
In einer Kampfabstimmung am 25. Juli 2020 setzte sich Goßner klar gegen den damaligen AfD-Kreisvorsitzenden Simon Dennenmoser durch und wurde zum Landtagskandidaten für den Wahlkreis Göppingen nominiert. Bei der Landtagswahl in Baden-Württemberg 2021 wurde Goßner mit 12,3 % der Stimmen über ein Zweitmandat im Wahlkreis Göppingen in den Landtag gewählt.
Goßner war Mitglied und Arbeitskreis-Sprecher im Ausschuss für Landesentwicklung und Wohnen. Er war außerdem Mitglied im Ausschuss des Inneren, für Digitalisierung und Kommunen sowie Mitglied im Kuratorium der Denkmalstiftung Baden-Württemberg. Ab dem Jahr 2022 war Goßner Mitglied im Untersuchungsausschuss „IdP & Beförderungspraxis“ um die Vorwürfe gegen den baden-württembergischen Landespolizeiinspekteur Andreas Renner und den Umgang des Innenministers Thomas Strobl damit. Goßner war im Februar 2022 Mitglied der 17. Bundesversammlung zur Wahl des Bundespräsidenten. Am 10. Januar 2023 wurde Goßner zu einem von insgesamt drei stellvertretenden Fraktionsvorsitzenden gewählt.
Im Dezember 2022 wurde der AfD-Kreisverband Göppingen vom Landesdatenschutzbeauftragten Stefan Brink abgemahnt, nachdem Goßner als stellvertretender Vorsitzender Fotos aus dem Privatbereich der Landtagsabgeordneten Ayla Cataltepe veröffentlicht hatte.

### Deutscher Bundestag
Bei der Bundestagswahl 2025 kandidierte Goßner im Bundestagswahlkreis Göppingen und auf Platz sechs der AfD-Landesliste. Er zog über die Landesliste in den Bundestag ein. Im Zuge dessen legte er sein Landtagsmandat nieder; für ihn rückte Sandro Scheer in den Landtag nach.
Im 21. Deutschen Bundestag ist er Ordentliches Mitglied im Ausschuss für Arbeit und Soziales sowie  Stellvertretendes Mitglied im Ausschuss für Wohnen, Stadtentwicklung, Bauwesen und Kommunen sowie im Innenausschuss und im Verkehrsausschuss.